# Roland Schoeman
Roland Mark Schoeman, född 3 juli 1980 i Pretoria, är en sydafrikansk tävlingssimmare och OS-guldmedaljör som sedan 2001 tillhört världseliten i frisim och fjärilsim.  

## Karriär
Roland Schoemans genombrott kom på samväldesspelen 2002 där han blev silvermedaljör på 50 meter fjärilsim efter Australiens Geoff Huegill. Dessutom var han med i det syafrikanska lag som slutade på andra plats på 4 x 100 meter frisim. 
Vid OS 2004 blev det tre medaljer för Schoeman. Den största prestationen kom i herrarnas lagkapp på 4 x 100 meter frisim. Schoeman simmade första sträckan i finalen och laget, som förutom Schoeman även bestod av Lyndon Ferns, Darian Townsend och Ryk Neethling, inte bara vann utan noterade även ett nytt världsrekord med tiden 3:13.17. Individuellt blev det en silvermedalj på 100 meter frisim knappt efter Pieter van den Hoogenband men före Ian Thorpe. Dessutom blev det brons på sprintdistansen 50 meter frisim.
Ytterligare ett steg framåt i karriären blev VM 2005 i Montréal på långbana där Schoeman vann såväl 50 meter frisim som 50 meter fjärilsim. På 50 meter fjärilsim blev det även ett nytt världsrekord med tiden 22.96. Dessutom blev det silver på 100 meter frisim, endast slagen av Italiens Filippo Magnini. 
På VM 2007 i Melbourne lyckades han försvara sitt VM-guld på 50 meter fjärilsim. Däremot slutade han först på sjunde plats på både 50 meter frisim och på 100 meter frisim.
Förutom världsrekordet individuellt på 50 meter fjärilsim har han även innehavt världsrekordet på 50 meter frisim på kortbana samt världsrekordet på 100 meter medley på kortbana. 
Schoeman har fyra gånger utsetts till Afrikas bästa manliga simmare (åren 2004, 2005, 2006 och 2007).

### Fotnoter
1. ↑  ”Roland Schoeman Bio, Stats, and Results - Olympics at Sports.reference.com”. sportsreference.com. Sportsreference. Arkiverad från originalet den 24 december 2008. https://web.archive.org/web/20081224025352/http://www.sports-reference.com/olympics/athletes/sc/roland-schoeman-1.html. Läst 2 november 2015.